# آرزوهای تابستان، رؤیاهای زمستان
«آرزوهای تابستان، رویاهای زمستان» (انگلیسی: Summer Wishes, Winter Dreams) فیلمی در ژانر درام به کارگردانی گیلبرت کتس است که در سال ۱۹۷۳ منتشر شد. از بازیگران آن می‌توان به جوآن وودوارد، مارتین بالسام، و سیلویا سیدنی اشاره کرد.